# Altergraben
Das Altergraben, im Oberlauf auch Prostenbach genannt ist ein rund 2,3 Kilometer langer, linker Nebenfluss des Lusenbaches in der Steiermark. Es entspringt südöstlich des Hauptortes von Hitzendorf, südlich des Ortsteiles Attendorfberg, nordwestlich des Dorfes Attendorf als Prostenbach und fließt etwa 1,2 Kilometer in einen leichten Linksbogen nach Südwesten, ehe er scharf nach Südosten abknickt. Ab dieser Biegung wird das Gewässer Altergraben genannt und fließt rund 0,8 Kilometer in einen Rechtsbogen nach Südwesten. Südsüdöstlich des Ortes Hitzendorf, südlich des Dorfes Attendorf sowie des Hofes Stockerprobst mündet der Altergraben etwas westlich der L336 in den Lusenbach, welcher danach nach rechts abknickt. Auf seinen Lauf durchfließt der Prostenbach zwei kleine Teiche und nimmt von links einen unbenannten Bach auf.